# Laboratorios JORBA
La sede de los Laboratorios JORBA (denominada popularmente como "La Pagoda") fue un edificio ubicado en Madrid, ejemplo de arquitectura perdida en la ciudad. En las cercanías de Avenida de América (frente a la carretera N-II) fue diseñado por el arquitecto español Miguel Fisac. La denominación popular del edificio como Pagoda hace referencia a la estructura visible de la torre. El edificio contenía los almacenes, la producción y las dependencias administrativas de los laboratorios JORBA. En 1999 se procedió a su polémica demolición, privando a Madrid de una obra arquitectónica de referencia universal.

## Características
La estructura original del edificio consistía en una torre de oficinas en la que cada planta se representaba girada 45° respecto a la anterior, característica que le hacía aparecer como una pagoda. Las transiciones entre las plantas se resolvían con una superficie reglada en forma de hiperboloide.

## Historia
La demolición de La Pagoda se atribuyó a la especulación del suelo. El Ayuntamiento de Madrid facilitó la licencia de demolición y el edificio fue derribado en julio de 1999. El edificio no estaba incorporado en el catálogo de edificios protegidos del Plan General de Ordenación Urbana de Madrid de 1997.
La Pagoda fue uno de los tres proyectos españoles presentes en el MoMA en 1979 para la exposición Transformations in Modern Architecture.